# Henricus Arnoldi van der Linden
Henricus Arnoldi van der Linden (Delfshaven, 11 december 1575 – Delft, 21 december 1637) was een predikant en theoloog uit de Republiek der Zeven Verenigde Nederlanden.

## Biografie
Arnoldi werd in 1575 geboren in Delfshaven als zoon van Adriaen Joostensz. van der Linden en een zekere Geertruid. Hij studeerde theologie in Leiden en werd daarop in 1599 bevestigd als predikant in zijn geboorteplaats, waar hij predikant Herman Grevinchoven bijstond. In mei 1601 kreeg hij een eigen gemeente, IJsselmonde, toegewezen. Toen de Delftse predikant Arent Cornelisz. overleed volgde hij hem op.
Tijdens het Twaalfjarig Bestand ontpopte Arnoldi zich als een contraremonstrant. Hij kwam in conflict met de Delftse magistraat omdat hij zich in zijn preken zijn bedenkingen uitspraak over magistraatsleden. In 1618 werd hij afgevaardigd naar de nationale Synode van Dordrecht. Na de Dordtse Synode bleef hij vooral op synodaal niveau actief in Zuid-Holland. Ook onderzocht hij de rechtzinnigheid van verschillende geschriften. 
In de laatste jaren van zijn leven hield hij zich bezig met een conflict over de classicale indeling van zijn geboorteplaats. Delfshaven was ingedeeld bij de classis Rotterdam en Schieland, maar de magistraat van Delft zag de plaats graag in de classis Delft en Delfland. Arnoldi wist in juli 1637 de rust te herstellen. Op 21 december van dat jaar stierf hij. 23 december 1637 werd hij begraven in de Nieuwe Kerk in Delft.